# ديك كلارك (سياسي أمريكي)
ديك كلارك (بالإنجليزية: Dick Clark)‏ هو سياسي أمريكي، ولد في 9 مايو 1933 في سان أنطونيو في الولايات المتحدة. انتخب عضو مجلس نواب فلوريدا.